# Radek Opršal
Radek Opršal (ur. 9 maja 1978 w Ostrawie) – czeski piłkarz występujący na pozycji obrońcy lub pomocnika.

## Kariera klubowa
Grę w piłkę nożną rozpoczął w FC NH Ostrava z rodzinnej Ostrawy. W sezonie 1996/97 włączono go składu pierwszego zespołu, występującego w MSFL. W 1998 roku awansował z tym klubem do 2. ligi. Wiosną 2000 roku przeszedł do SK Hradec Králové, w barwach którego zaliczył 8 spotkań w Gambrinus Lidze, debiutując 19 lutego w meczu z FK Chmel Blšany (1:1). W latach 2000–2004 grał w słowackich zespołach FC Nitra (2. liga), 1.FC Košice (Superliga, 14/0) oraz Inter Bratysława (Superliga, 51/2).
Latem 2004 roku Opršal odbył testy w Legii Warszawa, a następnie w Zagłębiu Lubin, gdzie podpisał kontrakt. W barwach Zagłębia rozegrał on 1 mecz w I lidze, 2 października 2004 przeciwko Polonii Warszawa (1:1), oraz zaliczył 3 spotkania w ramach Pucharu Polski. Większość trwania rundy jesiennej sezonu 2004/05 spędził w czwartoligowych rezerwach. Pod koniec 2004 roku klub zdecydował o zakończeniu okresu wypożyczenia. W lutym 2005 roku został graczem drugoligowego Slovana Bratysława, gdzie grał przez pół roku. W połowie 2005 roku przeszedł do FC Vítkovice, gdzie zaliczył 34 mecze na poziomie 2. ligi. W połowie sezonu 2006/07 przeniósł się do Naționalu Bukareszt, z którym po pół roku spadł z Liga I. Na początku 2009 roku został piłkarzem drugoligowego FC Ploeszti. W latach 2009–2012 występował z tym klubem (jako FC Astra Ploeszti) na poziome rumuńskiej ekstraklasy, w której rozegrał 60 spotkań i zdobył 4 bramki. Po sezonie 2011/12, po wygaśnięciu jego umowy z Astrą, zakończył karierę zawodniczą.

## Życie prywatne
Posiada paszport czeski i rumuński. Ze związku ze słowacką partnerką Lucią ma córkę Romanę (ur. 2001). 20 lipca 2006 jego narzeczona zginęła w wypadku drogowym. W momencie gdy rozmawiała z nim przez telefon komórkowy, oznajmiając, że jest w czwartym miesiącu ciąży, zderzyła się z innym autem.